# Francine Trachier
Francine Trachier, née le 20 décembre 1958 à Neuilly-sur-Seine, est une violoniste française. 

## Biographie
Fille du journaliste Jean-Paul Trachier, Francine Trachier est également la nièce de la harpiste Marie-Claire Trachier et la sœur de l'organiste Olivier Trachier.
En 1971, elle entre au Conservatoire de Paris où elle obtient son Premier prix de violon et son Premier prix de musique de chambre. S'ensuit la remise d'un prix au Concours international de violon Niccolò Paganini à Gênes, puis d'un deuxième prix au Concours international de musique de chambre de Trapani. Francine Trachier est dans un même temps lauréate de l'Académie Ravel, dans les classes de Maurice Gendron, Jean-Pierre Wallez et Jean-Jacques Kantorow.
A Londres, elle étudie ensuite avec la pédagogue du violon, Mrs Airoff-Dowling, qui lui présente Yehudi Menuhin et Isaac Stern avec qui elle aborde respectivement le répertoire de Berg et de Prokofiev. Francine Trachier se produit parallèlement avec différents orchestres : Orchestre National du Capitole de Toulouse, Orchestre de Baden-Baden, Orchestre du Mozarteum de Salzbourg, Orchestre du Royal College Nothern of Music de Manchester, Orchestre national Bordeaux-Aquitaine…
De 1989 à 2017, Francine Trachier est violon solo de l'Orchestre régional de Normandie. Durant cette période, elle se produit notamment avec Kenneth Weiss, Jean-François Zygel, Cédric Tiberghien, Didier Lockwood, Richard Galliano, Michel Portal, Christophe Coin, Iouri Bachmet, Cyprien Katsaris…